# سیارک ۹۸۳
سیارک ۹۸۳ (به انگلیسی: 983 Gunila، نامگذاری:1922ME) نهصد و هشتاد و سومین سیارک کشف شده‌است که در ۳۰ ژوئیه ۱۹۲۲ و در هایدلبرگ کشف شد.
قدر مطلق سیارک برابر ۹٫۵۸ است.